# Wildfeuer (Roman)
Wildfeuer ist der Erstlingsroman der deutschen Schriftstellerin Clara Viebig aus dem Jahr 1896. In dem Roman, der um 1900 in der Ostmark spielt, steht ein Mann zwischen zwei sehr unterschiedlichen Frauen. Letztlich entscheidet er sich für die Hausfrau und Mutter und nimmt Abstand von der ‚femme fatale‘.

## Inhalt

### Handlung
Der Witwer Freiherr Diederich von Gerstein lebt wohlsituiert auf dem Gut Pareichen in der Ostmark. Trotz des Fehlens der verstorbenen Mutter bietet er seiner Tochter Annie eine wohlbehütete Kindheit in Gesellschaft ihres Vetters Konrad, der seit seinem achten Lebensjahr Vollwaise ist und ebenfalls vom Onkel erzogen wird.
Auf dem benachbarten Gut Sorgast indessen sind die Verhältnisse prekär. Dessen polnischstämmiger Gutsherr Bogislaw von Sezaniecki ist Trunk und Spiel ergeben. Man munkelt, er sei verantwortlich für den Tod seiner Ehefrau. Die Tochter Bronislawa wächst in Verwahrlosung auf dem verkommenen Gutshof auf. Wärme findet sie nur bei Michalina, der alten Dienerin der verstorbenen Mutter.
Konrad ist bereits als Junge von Bronislawa fasziniert. Er verlässt das Gut, um ein Gymnasium in der Stadt zu besuchen. Als er nach sieben Jahren zurückkehrt, trifft er im Wald an einem runden See die nun erwachsene Bronislawa und ist erneut hingerissen von ihr. Sie allerdings sieht in dem Zurückgekehrten nur einen Freund.
Als Sezaniecki in Geldnöte gerät, drängt er Bronislawa, einen seiner Spielkumpanen, den Gutsherrn von Moszczenski, zu betören, um sich von ihm Geld zu leihen. Die Tochter widersetzt sich diesem Ansinnen, da jener wesentlich älter als sie und lungenkrank ist. Zudem ist sie in Liebe zu dem Förster Friedrich Mannhardt entbrannt. Die Situation eskaliert, als der pflichtbewusste Förster einem Wilderer das Handwerk legen will. Bronislawa weiß, dass ihr Vater wildert. Es kommt zum Duell, bei dem der Vater den Förster erschießt. Beim anschließenden Kampf mit Bronislawa bricht er in den gefrorenen Waldsee ein und ertrinkt.
Die nun alleinstehende Bronislawa weiß sich keinen Rat, als von Moszczenski zu heiraten. Sie liebt ihn nicht, doch er ist gut zu ihr und sie folgt ihm in südliche Sanatorien, wo der Schwindsüchtige bald seinem Leiden erliegt.
Indessen verstirbt auch von Gerstein auf Pareichen. Konrad heiratet Annie, wie er es dem Ziehvater versprochen hat. Die Ehe ist nicht unglücklich, doch als Konrad, bei einer Reise nach Monaco, in einem Spielcasino Bronislawa erblickt, denkt er nur noch an sie.
Als Bronislawa in die Heimat zurückkehrt, lädt Konrad sie, mit Annies Einverständnis, in sein Haus ein. Alle erkennen das Bedrückende dieser Situation, und Bronislawa will abreisen. Doch sie ertrinkt im runden See im Wald, als sie Werner, Annies und Conrads kleinen Sohn, retten will. Am Sarg kommt es zur Aussprache zwischen den Eheleuten. Konrad will künftig zu Annie stehen, und sie verzeiht ihm und hofft auf eine bessere gemeinsame Zukunft.

### Eingestreute Reflexionen
Im Romantext finden sich einige Meditationen zu einzelnen Lebenssituationen. Es scheint, als habe Clara Viebig diese vor Abfassung des Romans erarbeitet und dann an passender Stelle integriert, wie eine Reflexion über den Tod:

„Todt! Kurz ist das Wort und doch so furchtbar. Was birgt es nicht alles in sich! Jammer, Händeringen, Thränen, Verzweiflung. Ein jeder Buchstabe erzählt nicht endenwollende Geschichten on dunkeln, kalten Grüften, in die heißer Thau der Augen wie Regen fällt; an denen Eltern und Gatten, Kinder und Freunde stehen – schwarzgekleidet, tiefgebeugt, bis ins Mark durchschauert – und mit bangen, verweinten, fragenden Augen ihrer begrabenen Liebe nachstarren.“

## Interpretationsansätze

### Triviale Handlung und Figuren
Der erste Roman der noch unbekannten Viebig hat wenig Beachtung gefunden. Er wird als ein Werk bezeichnet, bei dem die Autorin »noch hemmungslos auf der Herz-Schmerz-Klaviatur« spiele. Dies mag zutreffen, wenn betont werden soll, dass dieser Roman in Zügen der gängigen Trivialliteratur der Zeit entspreche: Wunschträume des anspruchslosen, meist weiblichen Publikums werden dadurch gestaltet, indem eine klischeehafte Handlung im heilen Adels- oder Gutsherrnmilieu spielt, mit Figuren in Schwarz-Weiß-Zeichnung, die nach einigen Konflikten ihr Glück finden. Viebig geht aber bereits in diesem frühen Werk über das Triviale  hinaus.
In Manier der Schwarz-Weiß-Zeichnung ist die Darstellung der Gutshöfe und deren Gesinde realisiert. Insbesondere die Dienerschaft auf Pareichen ist ihrem Herrn allzu ergeben, wenn der alte Vogt zum Erntedankfest vorträgt:

„»Gnädiger Herr, wir sind gekommen […], um unserem gnädigen Herrn zu danken für all‘ das Gute, was er uns angetan hat auch in diesem Jahr. […] Wir sind zufrieden, wir wünschen uns nichts Besseres.«“

In der Figurenkonstellation spielt Conrad, der sich zwischen zwei Frauen entscheiden muss, die Hauptrolle. Seine Suche führt ihn zum Leben als Gutsherr an der Seite der Tochter des Gutes. Viebig hält hier am Bild der vernunftgesteuerten und gesellschaftlich akzeptierten ehelichen Verbindung fest. Als Hinweise dienen dem Leser unterschiedliche Hinweise und Symbole.
Ehefrau Annie ist seit ihrer Kindheit unauffällig und anmutig. Sie ist von der Welt außerhalb der familiären vier Wände abgeschlossen, wobei sie ihrem Ehemann hilft und dessen Anliegen immer Verständnis entgegenbringt. Ihr Unbehagen gegenüber Bronislawa spricht sie nicht aus, bis er das erlösende Wort findet und sie um Verzeihung bittet. Dies entspricht den Rollen der Kindheit, denn auch bisher hat Annie Bescheidenheit und arbeitsame Pflichterfüllung repräsentiert, während Conrad seine Erfahrungen in der Welt machen durfte.
Bronislawa hingegen wird als wildes Mädchen, später als genuss- und spielsüchtige verführerische reiche Frau dargestellt, die sich in der mondänen Welt bzw. Halbwelt des Spielcasinos mit ihren Ausschweifungen zu bewegen weiß. Beides wird mit dem Namen der weiblichen Kontrastfiguren transportiert – das ›Frauchen‹ trägt den Namen ›Annie‹, während ›Bronislawa‹, später als ›die Moszczenska‹ bezeichnet, fremdartig und üppig klingt. Deren rote Haare sind auffällig: Ist sie als Kind »ein kleiner rothaariger Teufel« (S. 2), der die »Haare wild und ungeordnet um den Kopf« (S. 4) trägt, so tanzen später »die roten Haarsträhnen um ihre Schultern« (S. 11). Später ist es »ueppiges, rotgoldenes Haar« (S. 12) oder Zöpfe, die »wie rote Schlangen« (S. 13) züngeln. Der junge Conrad sieht »ihre Märchenaugen, ihr goldenes Haar« (S. 15) und nimmt wahr, »wie sie sich mit lässiger Anmut in den Hüften [wiegt] und das strahlende Gelock in den Nacken« (S. 16) wirft. In Monte Carlo sticht, abgesehen von der Haarpracht, das »auffallende, kirschrote Seidenkleid« (S. 30, vgl. auch S. 31, S. 33), ein »tiefrote[r] Mund« (S. 30) und die »nachtschwarzen Augen« (S. 30, vgl. auch S. 10) hervor. Selbst als Gast in Pareichen zeigt sie sich mit »mit dem weißen Gesicht und den roten Haaren« (S. 35) und in einem »Seidenkleid, [ das] sich spannte und in den Nähten knisterte« (S. 36).
Annies Erscheinung hingegen wird häufig mit der blassen Farbe Rosa assoziiert. Als Kind hat sie einen »rosige[n] Mund« (S. 3), sie trägt ein weißes besticktes Kleid (vgl. S. 3) und wird mit Diminutiven beschrieben. Sie hat »rosige[…] Fingerchen« (S. 4), ein »Mündchen« (S. 4) und ein »Köpfchen« (S. 4) mit »runden Bäckchen« (S. 4), ihr Betragen wird als »gut […], liebenswürdig« (S. 31) beschrieben. Als junge Mutter trägt sie einen »Strohhut mit den flatternden Bändern« (S. 32) und wird als das typische »mädchenhafte Weib« (S. 32) bezeichnet, das »rosig und thaufrisch wie der junge Tag selbst« (S. 35) erscheint.
Ein Vergleich der Frauen am Ende des Romans wertet die mondäne Erscheinung Bronislawas zu Gunsten Annies ab:

„Die zierliche Figur der jungen Frau verschwand fast vor der üppigen Erscheinung der Fremden, neben deren stolzen schönen Zügen erschien das liebliche Gesichtchen kinderhaft und unbedeutend. Aber die kleine weiße Gestalt schritt ruhig und sicher neben der hohen, gebietenden, die klaren braunen Augen ruhten fest, fast prüfend in den tiefdunkeln, halb verschleierten Sternen.“

Diese Figurengestaltung bestätigt, in der Tradition der Trivialromane, die soziale Situation des Lesers in seinem zeitgenössischen Wertesystem, in welchem der Frau die Rolle als Hausfrau und Mutter zugeordnet wird. Auch Bronislawas Tod erscheint eine Erlösung von einem ungeliebten Leben und betont das Glück, das die Eheleute nun erwartet.

### Naturalistische Einsprengsel
Über diese normierte Orientierung hinaus weicht Viebig von dem Gut-Böse-Schema ab und gestaltet die Figur der Bronislawa und ihres Vaters so, dass deren Zeichnung facettenreicher wird. Als junges Mädchen leidet Bronislawa unter ihrer Mutterlosigkeit – dieses Aschenputtelmotiv teilt sie mit Annie. Hinzu kommen später die Spiel- und Trunksucht ihres Vaters, dann der Verlust ihres geliebten Friedrich. Dies lässt Konrad, trotz des verruchten Lebens Bronislawas, zu dem Schluss kommen:

„Sie war eine Unglückliche, keine Verlorene.“

Zudem trägt das 'Spielerkind' Bronislawa, in typisch naturalistischer Manier, das Erbe des spielenden Vaters in sich:

„›Nur wenn ich am Spieltisch sitze, dann kann ich vergessen; dann kommt eine angenehme Erregung über mich, dann denke ich einzig ›gewinnst du – verlierst du?‹ und vergesse das Andere.“

Auch Bogislaw von Sezaniecki ist kein von Grund auf böser Mensch. Er hat »ein ursprünglich schönes Gesicht« (S. 5); auch sind »die edlen Züge […] geblieben, aber die Leidenschaften hatten ihren Stempel darauf gedrückt« (S. 5). In lichten Momenten macht er sich Vorwürfe über seinen Lebenswandel:

„Wenn er es doch lassen könnte, das verfluchte Spiel! Wer doch einmal widerstehen könnte, wenn die Karten winken und die Würfel im Becher klappern. „Zum Henker, ich kann’s nicht – mit Leib und Seele verfallen – ich kann’s nicht!“ Vor den Augen wurde es trübe, Flaschen und Gläser auf dem Tisch, die Gegenstände im Zimmer tanzten im tollen Durcheinander. Er wollte sie halten, greifen, der Sessel unter ihm begann zu schwanken wie eine Wiege hin und her zu schaukeln – mit einem dumpfen Krach sank Bogislaw von Sezaniecki unter den Tisch.“

Angedeutet wird, dass der soziale Abstieg des Vaters durch die Umsiedelung der Sezanieckis in den deutschen Teil Polens bedingt sein könnte. Hier weicht Viebig vom Trivialroman ab, in denen als Kulisse romantische Schauplätze favorisiert werden und ein historischer oder geistiger Hintergrund undefinierbar bleibt.  Hier ist deutlich ein historischer Hintergrund erkennbar: Probleme der deutsch-polnischen Durchmischung in der sogenannten Ostmark. Dem liegt zugrunde, dass die polnische Regierung eine Gegenoffensive gegen die intensiv betriebene deutsche Ansiedlung gestartet und es polnischen Interessenten ermöglicht hatte, in den deutsch besiedelten Gebieten günstig Land zu erwerben. Dies ist Teil des Gesprächs der Honoratioren im Wirtshaus, bei dem Gerstein in unberechtigter Weise schimpft, es sei ihm »zuwider, daß sich ein Pole in unserm ehrlich deutschen Teil der Provinz eingenistet hat.« (S. 1) Später klagt die alte Michalina über den Verlust der Heimat und des Ansehens:

„Wären wir doch nicht hergekommen in dieses gottverfluchte Land! Wären wir doch geblieben in unserem schönen Polen. […] O Tag des Jammers, an dem wir unser Land verließen – oh, oh! Nun sind wir weit fort, niemand kümmert sich um uns! […] Bist du doch aus adligem Geschlecht und Deine Voreltern standen nahe beim Thron.“

Inwieweit diese Umstände durch die Trunk- und Spielsucht Sezaniecki bedingt sind, bleibt ungewiss. Doch insgesamt werden – abweichend vom Trivialroman – problematische Charaktereigenschaften aus einer schicksalhaften Vorgeschichte gerechtfertigt.

## Bezüge zu späteren Werken Viebigs
Von seiner räumlichen Verortung her ist ›Wildfeuer‹ zu Viebigs Ostmarkenromanen zu zählen.
Insbesondere sind Übereinstimmungen mit dem späteren Roman ›Absolvo te‹ festzustellen. Hier wie dort spielt der deutsch-polnische Konflikt eine Rolle. Zudem wiederholt sich die Verwendung des Fluches ›Psia krew‹ (S. 20), auch die Bezeichnung von Örtlichkeiten und Personen in deutscher und polnischer Sprache, wobei viele Namen sprechend sind: So wird ›Pareichen‹ auch ›Paradis‹ (S. 6, S. 11) und  ›Sorgast‹ als ›Sorge‹ (S. 19) bezeichnet. Zudem tritt ›Wiatrowo‹ (S. 16) später als ›Schiatrowo‹ (S. 30) auf, und ›Conrad‹ (S. 2) wird später zu dem deutschen ›Konrad‹ (S. 21). In beiden Romanen ist das Motiv der Konvenienzehe zwischen einer jüngeren Frau und einem älteren Mann ein Thema. Ebenso erinnert die symbolische Verwendung von Raben als Vorboten des Bösen an ›Absolvo te‹. Das Gut Sorgast wird von Raben überflogen: »Ein Schwarm Raben flog mit ächzendem Geschrei über den Hof und ließ sich auf dem Scheunendach nieder« (S. 5); auch scheint Bronislawas Rabe, den sie an Annie verschenkt (vgl. S. 8, S. 10, S. 12, S. 15), ein Bote des Niederganges. Schließlich erinnert der kreisrunde See im Wald, in dem nach Konrads Auffassung eine Nixe wohnt (vgl. S. 8): »Wie ein dunkles, unergründliches Auge lag der kleine See tief im Walde versteckt« (S. 12) an den See im Przykop im späteren Roman. Beide Seen werden als ambivalent und mit höheren Mächten im Bunde dargestellt.
Der Romanbeginn ähnelt in seiner stilistischen Gestaltung Viebigs späterer Novelle 'Am Totenmaar'. Zur Beschreibung der drückenden Atmosphäre in dem deutsch-polnischen Städtchen verwendet Viebig Vergleiche, Personifikationen, elliptische Sätzen und verstärkende Adjektive.
Die Darstellung  des trunkenen Bogislaw von Sezaniecki ähnelt einer Passage aus dem späteren Roman ‚Die Passion‘, in welcher der an Syphilis erkrankte Protagonist von Wahnvorstellungen überrollt wird. In ‚Wildfeuer‘ zeigt sich erstmals Viebigs Art der Darstellung eines  Überganges von der Erzählung zur erlebten Rede und personalen Erzählsituation, mit der das äußere Geschehen und die innere Empfindung des Leidenden in dramatischer Weise verwischt werden.
So erhält Viebigs Debütroman nicht zuletzt seine literaturhistorische Bedeutung aufgrund zahlreicher Passagen, in denen sich bereits die Techniken der späteren erfolgreichen Schriftstellerin erkennen lassen.

## Veröffentlichungsgeschichte und Ausgaben
Der Roman wird zunächst in Fortsetzungen in der Berliner Volkszeitung veröffentlicht und anschließend noch einmal im Ganzdruck vorgelegt.
- 1896: Roman in Fortsetzungen, in: Volks-Zeitung Berlin 1896, 44. Jg., Nr. 491 v. 18.10.1895 – Nr. 557 v. 27.11.1896.
- 1896: Roman als Ganzschrift, in: Volks-Zeitung Berlin, Oktober 1896 (39 S., Original in der Staatsbibliothek zu Berlin, Nachlass 127, Kasten 1, Faszikel 5).
- 2022: Buchveröffentlichung "Wildfeuer", Zell: Rhein-Mosel-Verlag 2022.